# Seseña (Castille-La Manche)
Seseña est une commune de la province de Tolède dans la communauté autonome de Castille-La Manche, en Espagne. Elle est connue pour l'échec retentissant d'un grand projet urbain qui a donné naissance à une ville fantôme.

## Géographie
Seseña se trouve à 35 km au sud du centre de Madrid et à 40 km au nord-est de Tolède.

## Histoire
En 2000, alors que l'Espagne connaît un boom immobilier, l'entrepreneur espagnol Francisco Hernando décide de créer une ville nouvelle aux abords de Seseña : Seseña nuevo. Il y a fait construire 5 600 appartements répartis dans des barres et des tours . Les 3 500 logements finis ne se vendent pas et Francisco Hernando ne peut plus financer le reste. Conçue pour accueillir 40 000 habitants, Seseña Nuevo n'en compte que 3 000.

## Administration
| Période                                  | Période | Identité | Étiquette | Qualité |
| ---------------------------------------- | ------- | -------- | --------- | ------- |
|                                          |         |          |           |         |
| Les données manquantes sont à compléter. |         |          |           |         |